# Kotelnica (dopływ Czarnej Krośnicy)
Kotelnica (Kotelnicki, Woda z Kotelnicy) – potok, lewy dopływ Czarnej Krośnicy.
Źródła potoku znajdują się na południowych stokach Pasma Lubania w Gorcach, w obrębie miejscowości Krościenko nad Dunajcem. Najwyżej położone źródła znajdują się na wysokości około 797 m między szczytami Kotelnica (825 m) i Marszałek (828 m). Spływa w południowym kierunku między grzbietami tych szczytów i na należącym do Krościenka osiedlu Kąty uchodzi do Czarnej Krośnicy na wysokości około 519 m.
Nazwa kotelnica spotykana jest w wielu miejscach w Karpatach. Pochodzi od gwarowego słowa kotelnica, które ma dwa znaczenia: 1) kotlina lub inna depresja w terenie; 2) miejsce kocenia się (i zimowania) owiec.
Doliną potoku Kotelnica biegnie granica między miejscowościami Grywałd i Krościenko nad Dunajcem w województwie małopolskim, w powiecie nowotarskim, w gminie Krościenko nad Dunajcem.